# Барчи
Барчи (алб. Barç) — село в Албании в 2 километрах к востоку от Корча. Входит в коммуну Центр (Булгарец) в округе Корча в области Корча.
В Барчи находится некрополь раннего железного века (XIII—VI века до н. э.), в котором найдены металлические украшения и фигурки.